# Filips Emanuel van Horne
Filips Emanuel van Horne (1661- Bailleul (Somme), 9 oktober 1718) was prins van Horn en IJse, graaf van Baucigny, heer van Boxtel en Liempde, en bekleedde daarnaast tal van belangrijke functies in de Spaanse Nederlanden.
Hij was de zoon van Eugenius Maximiliaan van Horne en Maria van Croÿ.
In 1694 huwde hij Marie Anne Antoinette de Ligne, dochter van Henri van Ligne. Het echtpaar kreeg de kinderen:
- Maximiliaan Emanuel van Horne (1695-1763), die zijn vader zou opvolgen.
- Antoon Jozef van Horne (1698-1720), die in 1720 uit het leger ontslagen werd en daarna in Parijs een crimineel bestaan uitoefende, een roofmoord pleegde en daarom op 22 maart 1720 geradbraakt werd.
- Maria Josepha van Horne (1704-1738), die trouwde met Filips Alexander van Gistel (de Ghistelles).
- Maria Magdalena Margaretha Augustina van Horne (1710-1733), die ongehuwd bleef.

Van 1699-1702 was Filips Emanuel stadhouder van Spaans-Opper-Gelre. Ook bekleedde hij de functie van generaal te Velde.
Toen Filips Maximiliaan van Horne, die de hoofdlijn van het huis Horne vertegenwoordigde, in 1709 stierf, was daarmee deze tak uitgestorven en verwierf Filips Emanuel een reeks indrukwekkende titels: graaf van Horn en Houtkerke, opperjachtmeester van het Keizerrijk, enzovoort.
Filips Emanuel werd begraven in het familiegraf van de Hornes te Overijse.